# Берл о Боа
Берл о Боа (фр. Berles-au-Bois) насеље је и општина у североисточној Француској у региону Север-Па д Кале, у департману Па де Кале која припада префектури Арас.
По подацима из 2011. године у општини је живело 514 становника, а густина насељености је износила 57,75 становника/km². Општина се простире на површини од 8,9 km². Налази се на средњој надморској висини од 102 метара (максималној 159 m, а минималној 105 m).

## Демографија
| 1962. | 1968. | 1975. | 1982. | 1990. | 1999. | 2011. |
| ----- | ----- | ----- | ----- | ----- | ----- | ----- |
| 532   | 557   | 524   | 531   | 524   | 485   | 514   |

График промене броја становника у току последњих година